# FIFA-Weltrangliste
Die FIFA-Weltrangliste (offizielle Bezeichnung FIFA/Coca-Cola-Weltrangliste) ist eine Weltrangliste für Fußballnationalmannschaften, die vom Weltverband FIFA geführt wird. Sie wurde im August 1993 erstmals für Nationalmannschaften der Männer und 2003 erstmals für die der Frauen veröffentlicht und soll es ermöglichen, in regelmäßigen Abständen die Stärke der international aktiven Mannschaften zu bestimmen und zu vergleichen. Sie wird häufig – teilweise auch neben anderen Kriterien – zur Einteilung von Mannschaften in Lostöpfe herangezogen.
Bisher schafften es acht Mannschaften bei den Männern, aber lediglich vier Teams bei den Frauen auf den Spitzenplatz. Zwischen 1993 und 1998 war die Weltrangliste der Männer wenig differenziert, so dass mehrfach zwei bis vier Länder die gleiche Punktzahl aufwiesen. Der Weltranglistenerste hatte in diesem Zeitraum 57 bis 73 Punkte. Die Weltrangliste der Frauen wird seit Einführung nach einer Variante des Elo-Systems berechnet. Die Rangliste der Männer wurde eingangs über eine Durchschnittsberechnung von Spielbewertungen erstellt. Anfang 1999 erfolgte eine erste Änderung der Berechnungsgrundlage, zwischen 1999 und 2006 hatte der Weltranglistenerste 796 bis 859 Punkte. Nach der WM 2006 erfolgte eine weitere Änderung, so dass die Werte für den Weltranglistenersten seitdem zwischen 1419 und 1920 Punkten lagen. 2018 schließlich folgte die Abkehr von der Durchschnittsberechnung, seither basiert auch die Rangliste der Männer auf einer Variante des Elo-Systems.
Vom 19. Dezember 2014 bis 9. Juli 2015 standen mit Deutschland die Frauen- und die Männermannschaft desselben Landes erstmals gleichzeitig auf Platz 1.
Die FIFA hat am 20. September 2018 erstmals zwei Mannschaften – Belgien und Frankreich – auf Position 1 gesetzt, obwohl sich die Punkte beider Mannschaften um 0,13 unterschieden. 1994, zu Beginn der FIFA-Weltrangliste gab es bereits mehrmals Mannschaften mit identischer Punktzahl auf den ersten Plätzen, die dann aber von der FIFA nicht alle auf Platz 1 gesetzt wurden.

## Veröffentlichungszeitpunkte
Die FIFA-Weltrangliste der Männer wird ungefähr zweimonatlich und die der Frauen in der Regel viermal im Jahr veröffentlicht.
Erscheinungszeitpunkte im Kalenderjahr 2024:
| Erscheinungsdatum |
| ----------------- |
| 15. Februar       |
| 4. April          |
| 20. Juni          |
| 18. Juli          |
| 19. September     |
| 28. November      |
| 19. Dezember      |

| Erscheinungsdatum |
| ----------------- |
| 15. März          |
| 14. Juni          |
| 16. August        |
| 13. Dezember      |

## Rangliste der Männer

### Tabellen
Die folgende Tabelle gibt die 20 derzeit bestplatzierten Mannschaften der Weltrangliste wieder. Außerdem enthält sie die besten der sechs Kontinentalverbände (fett), alle ehemaligen Führenden der Weltrangliste (kursiv), den aktuellen und alle ehemaligen Weltmeister (*), wobei die Anzahl der Sterne der Anzahl der jeweils gewonnenen WM-Titel entspricht, sowie alle deutschsprachigen Staaten und die Mannschaft auf dem letzten Platz der Rangliste. In der Tabelle vom 7. April 2021 wurden erstmals Nachkommastellen aufgeführt, am 12. August 2021 wurde die Tabelle wieder ohne Nachkommastellen angezeigt. Seit dem 16. September 2021 weist das FIFA-Ranking allerdings erneut Nachkommastellen auf.
| Platz | Land            | Punkte  | Veränderung Plätze |
| ----- | --------------- | ------- | ------------------ |
| 1     | Argentinien***  | 1885,36 | =                  |
| 2     | Spanien*        | 1867,09 | =                  |
| 3     | Frankreich**    | 1862,03 | =                  |
| 4     | England*        | 1813,32 | =                  |
| 5     | Brasilien*****  | 1777,69 | =                  |
| 6     | Portugal        | 1770,53 | ▲1                 |
| 7     | Niederlande     | 1758,18 | ▼1                 |
| 8     | Belgien         | 1736,38 | =                  |
| 9     | Deutschland**** | 1716,98 | ▲1                 |
| 10    | Kroatien        | 1707,51 | ▲1                 |
| 11    | Italien****     | 1702,58 | ▼2                 |
| 12    | Marokko         | 1698,72 | =                  |
| 13    | Mexiko          | 1689,73 | ▲4                 |
| 14    | Kolumbien       | 1679,46 | =                  |
| 15    | USA             | 1671,04 | ▲1                 |
| 16    | Uruguay**       | 1670,76 | ▼3                 |
| 17    | Japan           | 1641,23 | ▼2                 |
| 18    | Senegal         | 1635,10 | ▲1                 |
| 19    | Schweiz         | 1635,08 | ▲1                 |
| 20    | Iran            | 1624,30 | ▼2                 |
| …     |                 |         |                    |
| 22    | Österreich      | 1591,24 | =                  |
| …     |                 |         |                    |
| 82    | Neuseeland      | 1288,86 | ▲4                 |
| …     |                 |         |                    |
| 92    | Luxemburg       | 1260,17 | ▼1                 |
| …     |                 |         |                    |
| 204   | Liechtenstein   | 811,66  | ▲1                 |
| …     |                 |         |                    |
| 210   | San Marino      | 738,24  | =                  |

| Platz | Land        | Zeit an Position 1 |
| ----- | ----------- | ------------------ |
| 1     | Brasilien   | 5070 Tage          |
| 2     | Spanien     | 1959 Tage          |
| 3     | Argentinien | 1666 Tage          |
| 4     | Belgien     | 1442 Tage          |
| 5     | Deutschland | 1148 Tage          |
| 6     | Frankreich  | 0482 Tage          |
| 7     | Italien     | 0188 Tage          |
| 8     | Niederlande | 0028 Tage          |

| Platz | Kontinentalverband | Zeit an Position 1 |
| ----- | ------------------ | ------------------ |
| 1     | CONMEBOL           | 6736 Tage          |
| 2     | UEFA               | 5247 Tage          |

| Kontinentalverbände                        |
| ------------------------------------------ |
| AFC: Asien und Australien                  |
| CAF: Afrika                                |
| CONCACAF: Nord-, Mittelamerika und Karibik |
| CONMEBOL: Südamerika                       |
| OFC: Ozeanien                              |
| UEFA: Europa                               |

### Berechnungsmethode
Am 10. Juni 2018 gab die FIFA bekannt, dass im Anschluss an die Weltmeisterschaft 2018 die Berechnung der Weltrangliste grundlegend überarbeitet wird. Damit sollen einige der Kritikpunkte an der alten Berechnung ausgeräumt werden. Die neue Methode (von der FIFA SUM genannt) fußt auf dem Konzept der Elo-Zahl und wird seit der Fußball-Weltmeisterschaft 2018 verwendet. Die erste Veröffentlichung gemäß SUM erfolgte am 16. August 2018, da im Juli 2018 keine Rangliste veröffentlicht wurde. Bei der Umstellung erhielt der Spitzenreiter der Juni-Wertung (Deutschland) 1600 Punkte als Ausgangswert Palt für die neue Berechnung und für jeden folgenden Platz wurden 4 Punkte abgezogen.
Die Punktzahl nach einem Spiel {\displaystyle P} errechnet sich folgendermaßen:
{\displaystyle P=P_{alt}+I\cdot (W-W_{e})}
Dabei steht
- {\displaystyle P_{alt}} für die Punktzahl vor dem Spiel. Anfangs wird hier die Wertungszahl nach der alten Berechnungsmethode verwendet.
- {\displaystyle I} für die Gewichtung des Spiels:

| Gewichtung | Art des Spiels |
| ---------- | --- |
| 05         | Freundschaftsspiele außerhalb internationaler Fenster im Spielkalender                                               |
| 10         | Freundschaftsspiele während internationaler Fenster im Spielkalender                                                 |
| 15         | Gruppenspiele bei Nations-League-Wettbewerben                                                                        |
| 25         | K.O.-Spiele bei Nations-League-Wettbewerben und Qualifikationsspiele für kontinentale Meisterschaften und für die WM |
| 35         | Spiele bei kontinentalen Meisterschaften bis vor dem Viertelfinale                                                   |
| 40         | alle Spiele des Confederation Cups sowie bei kontinentalen Meisterschaften ab dem Viertelfinale                      |
| 50         | WM-Endrundenspiele bis einschließlich Achtelfinale                                                                   |
| 60         | WM-Endrundenspiele ab Viertelfinale                                                                                  |

In K.-o.-Spielen bei „Final-Wettbewerben“ (kontinentale Meisterschaften, Weltmeisterschaften und Finalturniere der CONCACAF Nations League und UEFA Nations League) können für Niederlagen oder für Siege nach Verlängerung keine Punkte verloren werden.
- {\displaystyle W} ist das Spielergebnis
  - 1 = Sieg nach regulärer Spielzeit oder nach Verlängerung
  - 0,75 = Sieg nach Elfmeterschießen
  - 0,5 = Unentschieden oder Niederlage nach Elfmeterschießen
  - 0 = Niederlage nach regulärer Spielzeit oder nach Verlängerung
- {\displaystyle W_{e}} ist das erwartete Ergebnis, basierend auf den Punktzahlen {\displaystyle P_{alt}} beider Teams A und B vor dem Spiel: {\displaystyle W_{e}={\frac {1}{10^{(-(P_{alt}^{A}-P_{alt}^{B})/600)}+1}}}

Die neue Berechnungsmethode gewichtet Spiele daher nicht mehr mit der Konföderation des Gegners; im Gegenzug wird der Wettbewerb des Spiels differenzierter gewichtet.
BeispielVorrundenspiel bei der WM 2018 zwischen Russland und Saudi-Arabien in Gruppe A.
|                                  |                         | Russland                                                | Saudi-Arabien                                           |
| -------------------------------- | ----------------------- | ------------------------------------------------------- | ------------------------------------------------------- |
|                                  | Spieldatum              | 14. Juni 2018                                           | 14. Juni 2018                                           |
|                                  | Resultat                | 5                                                       | 0                                                       |
| {\displaystyle I}                | Status des Spiels       | 50 (WM-Endrundenspiele bis einschließlich Achtelfinale) | 50 (WM-Endrundenspiele bis einschließlich Achtelfinale) |
| {\displaystyle P_{alt}}          | Punktzahl vor dem Spiel | 1336                                                    | 1348                                                    |
| {\displaystyle W_{e}}            | erwartetes Ergebnis     | 0,4884891088                                            | 0,5115108912                                            |
| {\displaystyle W}                | Spielergebnis           | 1                                                       | 0                                                       |
| {\displaystyle I\cdot (W-W_{e})} | Punktzahländerung       | 25,5755                                                 | -25,5755                                                |
| {\displaystyle P}                | neue Punktzahl          | 1361,58                                                 | 1322,42                                                 |

### Rekorde der Männer (alte Berechnung bis Juni 2018)
- Der höchste bisher erreichte Wert, mit dem eine Mannschaft in der Rangliste geführt wurde, betrug 1920 Punkte. Die spanische Nationalmannschaft erreichte diesen Wert am 17. November 2010.
- Die Maximalzahl von 2400 Punkten für ein Spiel erreichten die Niederlande am 13. sowie Chile am 18. Juni 2014 (beide Teams gewannen in der WM-Endrunde gegen den damaligen Weltranglistenersten Spanien in der regulären Spielzeit).
- Die längste Zeit ununterbrochen allein auf Platz 1 stand Brasilien: Vom 9. April 1997 bis 16. Mai 2001, also 1498 Tage. Insgesamt stand Brasilien vom 21. Juli 1994 bis zum 16. Mai 2001 sogar 2491 Tage ununterbrochen auf Platz 1, musste sich diesen aber vom 27. Februar bis 9. April 1997 mit Deutschland teilen.
- Platz 32 im April 2017 für die Niederlande ist die schlechteste Platzierung eines ehemaligen Weltranglistenersten (nur Platzierungen berücksichtigt, nachdem die Mannschaft auf Platz 1 stand).
- Platz 71 im Juni 2007 für Belgien ist die schlechteste Platzierung eines späteren Weltranglistenersten.

### Alte Berechnungsmethode (2006 bis 2018)
Seit 2006 werden nur noch offizielle Spiele der A-Nationalmannschaften der letzten 48 Monate berücksichtigt, um die aktuelle Spielstärke besser abzubilden als beim früheren Verfahren. Für jedes dieser Spiele wird für beide Mannschaften jeweils eine Punktzahl {\displaystyle P} berechnet. Die Ranglistenpunktzahl einer Mannschaft wird dann als ein gewichteter Durchschnitt der Punktzahlen ihrer Spiele berechnet. Die Rangliste wird regelmäßig ein Mal im Monat aktualisiert; während einer WM-Endrunde entfällt jedoch üblicherweise die Aktualisierung im Monat Juni.
Die Punktzahl für ein Spiel errechnet sich nach der folgenden Formel:
{\displaystyle P=M\cdot I\cdot T\cdot C}
Dabei ist:
- {\displaystyle M} (für engl. match) das Spielergebnis:
  - 3 für einen Sieg in der regulären Spielzeit oder nach Verlängerung.
  - 2 für einen Sieg im Elfmeterschießen.
  - 1 für ein Unentschieden oder eine Niederlage im Elfmeterschießen.
  - 0 für eine Niederlage in der regulären Spielzeit oder nach Verlängerung. Außer im Elfmeterschießen führt eine Niederlage somit immer zu {\displaystyle P=0}.
- {\displaystyle I} (für engl. importance) die Wichtigkeit des Spiels:
  - 4,0 für Spiele einer WM-Endrunde (Gruppenphase und Finalrunde).
  - 3,0 für Spiele kontinentaler Endrunden (z. B. Europameisterschaft) oder des FIFA-Konföderationen-Pokals.
  - 2,5 für Qualifikationsspiele zur WM oder zu einer Kontinentalmeisterschaft.
  - 1,0 für Freundschaftsspiele.
- {\displaystyle T} (für engl. team) die Stärke des Gegners, die sich aus dessen Position in der Rangliste vor Spielbeginn errechnet:
  - 200 für den Weltranglistenersten als Gegner,
  - 50 für Gegner unter Position 150 der Weltrangliste,
  - [200 – Weltranglistenposition des Gegners] für alle anderen.
- {\displaystyle C} (für engl. confederation) der Mittelwert aus den Stärken der Kontinentalverbände der beiden Mannschaften, die sich aus den letzten drei Weltmeisterschaftsendrunden ergeben und somit alle vier Jahre nach einer Weltmeisterschaft neu berechnet werden. Dabei werden nur WM-Spiele zwischen Mannschaften aus unterschiedlichen Konföderationen berücksichtigt, und die Mindeststärke ist 0,85. Seit der WM 2014 gelten folgende Werte:[5]

- CONMEBOL: 1,00 (zuvor 1,00)
- UEFA: 0,99 (zuvor 1,00)
- CONCACAF: 0,85 (zuvor 0,88)
- CAF: 0,85 (zuvor 0,86)
- AFC: 0,85 (zuvor 0,86)
- OFC: 0,85 (zuvor 0,85)

Aus den auf diese Weise für alle Spiele einer Nationalmannschaft berechneten Punktzahlen wird nun jeweils der Durchschnitt über einen 12-Monats-Zeitraum gebildet, denn die Ergebnisse werden nach jeweils zwölf Monaten abgewertet und verfallen nach vier Jahren vollständig. Zur Abwertung wird der Punktedurchschnitt mit folgenden Gewichtungsfaktoren multipliziert:
- 1,0 für Ergebnisse der letzten 12 Monate
- 0,5 für Ergebnisse, die 12 bis 24 Monate alt sind
- 0,3 für Ergebnisse, die 24 bis 36 Monate alt sind
- 0,2 für Ergebnisse, die 36 bis 48 Monate alt sind
- Ergebnisse, die älter als 48 Monate sind, werden nicht mehr berücksichtigt.

Die Addition der vier so gewichteten Jahresmittel ergibt die Ranglistenpunktzahl. Hat ein Verband nicht in allen 12-Monats-Zeiträumen mindestens fünf Länderspiele absolviert, werden für die fehlenden Partien null Punkte eingesetzt, d. h., sie werden de facto als verlorene Spiele gewertet. Wenn z. B. ein Verband in den vergangenen zwölf Monaten nur drei Spiele bestritten hat, dann wird zur Berechnung des Mittelwertes die Punktesumme aus diesen drei Spielen durch fünf (und nicht durch drei) geteilt.
Die Maximalpunktzahl für ein einzelnes Spiel beträgt 3×4×200×1=2400. Diese Punktzahl ist erreichbar durch einen Sieg gegen den Weltranglistenersten in einer Weltmeisterschaftsendrunde, sofern beide Mannschaften aus Verbänden kommen, die mit Faktor 1,00 gewertet werden (zurzeit nur CONMEBOL). Das gelang zuletzt den Niederlanden und Chile am 13. und 18. Juni 2014 durch Siege gegen Spanien in der Gruppenphase der WM 2014. Deutschland besiegte in der WM 2014 den 3., 4. und 5. der Weltrangliste und kam dadurch der Maximalpunktzahl mehrfach nahe: Die Siege gegen Brasilien, Portugal und Argentinien (Halbfinale, Gruppenphase, Finale) brachten 3×4×197×1=2364 Punkte, 3×4×196×1=2352 Punkte und 3×4×195×1=2340 Punkte.
Die Minimalpunktzahl für ein Unentschieden beträgt 1×1×50×0,85=42,5. Diese Punktzahl erhält eine Mannschaft aus den Verbänden mit Faktor 0,85 (zurzeit AFC, CAF, OFC und CONCACAF), die in einem Freundschaftsspiel gegen eine andere Mannschaft dieser Verbände unentschieden spielt, wenn die gegnerische Mannschaft auf Platz 150 der Rangliste oder niedriger steht.
BeispielUnentschieden mit Entscheidung im Elfmeterschießen bei WM
|                                             | Paraguay                   | Japan                      |
| ------------------------------------------- | -------------------------- | -------------------------- |
| Spieldatum                                  | 29. Juni 2010              | 29. Juni 2010              |
| Status des Spiels                           | Weltmeisterschaftsendrunde | Weltmeisterschaftsendrunde |
| Resultat n. E.                              | 5                          | 3                          |
| Ranglistenposition                          | 31                         | 45                         |
| regionale Stärke im Juni 2010               | 0,98                       | 0,85                       |
| {\displaystyle M} (Punkte für das Resultat) | 2                          | 1                          |
| {\displaystyle I} (Status des Spiels)       | 4,0                        | 4,0                        |
| {\displaystyle T} (Gegnerstärke)            | 155                        | 169                        |
| {\displaystyle C} (Konföderationsstärke)    | 0,915                      | 0,915                      |
| {\displaystyle P=M\cdot I\cdot T\cdot C}    | 1134,6                     | 618,5                      |

1. ↑  In manchen Berechnungen der FIFA wurde der Faktor {\displaystyle T} noch durch 100 geteilt, und dafür wurde in obiger Formel ein zusätzlicher Faktor 100 eingefügt. Das Ergebnis ist dasselbe, daher wird in diesem Artikel wie in den aktuellen FIFA-Veröffentlichungen die einfachere (gekürzte) Formel verwendet.

### Kritik
Bereits das bis Juni 2006 gültige Berechnungsverfahren der Rangliste war umstritten. Aufgrund seiner Komplexität, seiner sehr langen Wertungsperiode von acht Jahren und anderer Faktoren war es stark in die Kritik geraten. So tauchten unter den Top-10-Mannschaften Länder auf, die zwar innerhalb ihrer Konföderationen dominierten, im interkontinentalen Vergleich allerdings diese Leistungen nicht bestätigen konnten (wie etwa die USA). Dieser Kritik versuchte die FIFA mit dem oben beschriebenen Berechnungsmodus (2006–2018) zu begegnen, der nach der WM 2006 eingeführt wurde. Weiterhin existierten in diesem System die nachfolgend beschriebenen Kuriosa.
Mit der Umstellung auf die neue Berechnungsmethode SUM werden die meisten der aufgeführten behoben. Lediglich das Problem Keine direkten Boni für erfolgreiche Qualifikation existiert auch im neuen System, wobei SUM aber explizit für den Fall des Ausscheidens in einer Finalrunde eine Sonderregel vorsieht, um dem Problem zumindest für diesen Fall zu begegnen.

#### Keine direkten Boni für erfolgreiche Qualifikation
Es gibt keine Punkte für die erfolgreiche Qualifikation für eine Weltmeisterschaftsendrunde (oder die Finalrunden). Dadurch kommt es vor, dass Mannschaften aufgrund der Qualifikation zur WM (oder EM) in der FIFA-Wertung weniger Punkte bekommen, als wenn sie die Qualifikation verpasst hätten, und weniger als die Teams, gegen die sie sich in der Qualifikation durchgesetzt haben (zur WM 2010 z. B. Algerien gegenüber Ägypten, Nordkorea gegenüber Saudi-Arabien, Honduras gegenüber Costa Rica). Verliert z. B. eine Mannschaft alle Spiele der Endrunde, gehen drei Spiele mit 0 Punkten in die Wertung ein, so dass der Durchschnitt sinkt. Eine andere Mannschaft mit derselben Punktzahl, die die Qualifikation zur Endrunde verpasst hat, muss diese Abwertung nicht hinnehmen. Außerdem ist ein Sieg in der WM-Gruppenphase genau so viel wert wie ein Sieg im Halbfinale oder im Finale, so dass ein ähnliches Ungleichgewicht auch zwischen jenen Mannschaften, die nach der Gruppenphase ausscheiden, und jenen, die in der Finalrunde ausscheiden, auftreten kann.

#### Punktverlust durch Siege (bis 2018)
Die Wichtigkeit der verschiedenen Spiele wurde nicht auf Basis einer üblichen Gewichtung einberechnet, sondern es wurde lediglich der Wert eines Spiels mit einem Faktor I multipliziert und dann der Durchschnitt der Spiele genommen, ohne bei diesem Durchschnitt den Wichtigkeitsfaktor I zu berücksichtigen. Da z. B. ein Freundschaftsspiel somit nur maximal 600 Punkte brachte, während andere Spiele bis zu 2400 Punkte brachten, wurde die Punktzahl einer Mannschaft, welche einen Schnitt über 600 Punkten hatte, durch Siege in Freundschaftsspielen verringert. Hierdurch schadeten Siege bei Freundschaftsspielen also Nationalmannschaften, die bei der Welt- oder Europameisterschaft erfolgreich waren. Polen nutzte diesen Mechanismus gezielt aus, um bei der WM 2018 im höchsten Lostopf gesetzt zu sein.
Zur Veranschaulichung betrachte man folgendes Szenario: Im Juni 2012 stand Deutschland bei 1288 Punkten. Die einzelnen in die Wertung einfließenden Jahre trugen dabei folgende Punktezahlen bei: 555,23 (2012), 470,90 (2011), 128,35 (2010), 133,82 (2009). Spielte Deutschland nun ein Freundschaftsspiel gegen Österreich (Platz 58 im selben Ranking), so erhielte es für einen Sieg 3×1×142×1 = 426 Punkte, wodurch der Durchschnitt für das Jahr 2012 – und damit auch die Gesamtpunktzahl – sänke.
Aber auch bei großen Wettbewerben konnte es zu derartigen Situationen kommen: Beim Confed-Cup 2013 nahm Tahiti (Platz 138) teil und trat unter anderem gegen Spanien an. Die spanischen Ergebnisse der vergangenen zwölf Monate hatten einen Durchschnitt von 912,48 Punkten, ein Sieg gegen Tahiti brachte trotz der Wichtigkeit des Spiels nur 3×3×(200−138)×(1,00+0,85)/2=516,15 Punkte und reduzierte damit den spanischen Punktestand. Hypothetisch könnte dies sogar bei einer WM passieren, da dasselbe Spiel dort auch nur höchstens 3×4×62×0,925=688,2 Punkte gebracht hätte.

#### Punktgewinn durch Abwertung des besten Ergebnisses (bis 2018)
Wie im Abschnitt Berechnung beschrieben, wird die Punktzahl jeder Nationalmannschaft als Summe der Durchschnittspunktzahlen von vier Blöcken von Spielen berechnet. Der erste Block enthält die Spiele der letzten zwölf Monate, er geht zu 100 % in die Punktzahl ein; der zweite Block enthält die Ergebnisse der zwölf Monate davor, er geht noch zu 50 % ein usw.
Überschreitet ein Spiel also diese Zeitgrenze (wird also älter als 12 Monate), so wechselt das Spiel aus einem Block in einen anderen. Dabei kann es vorkommen, dass das Spiel den Durchschnitt des Blockes mit den älteren Spielen deutlich stärker ansteigen lässt als die Abwertung des einen Spiels den Wert vermindern würde.
Man betrachte folgendes Beispiel (vgl. z. B. Schweiz, Tschechien um die EM 2008, Schweden um die EM 2012; der Übersichtlichkeit wegen für das Beispiel vereinfacht):
- letzte 12 Monate: 5 Siege in der WM-Qualifikation (etwa 5 × 1500 Punkte)
- vor recht genau 12 Monaten: 1 Sieg bei der EM (etwa 1800 Punkte)
- in den 12 Monaten davor: 2 Niederlagen bei der EM, 3 Siege in Freundschaftsspielen (2 × 0, etwa 3 × 600 Punkte)

Der eine Sieg bei der EM ist das beste Spiel, welches das Team absolviert hat. Nach 12 Monaten soll es nun von 100 % auf 50 % abgewertet werden.
- Punktzahl vor der Abwertung: {\displaystyle {\frac {5\times 1500+1800}{6}}+50\,\%\times {\frac {2\times 0+3\times 600}{5}}=1550+50\,\%\times 360=1730}
- Punktzahl nach der Abwertung: {\displaystyle {\frac {5\times 1500}{5}}+50\,\%\times {\frac {1800+2\times 0+3\times 600}{6}}=1500+50\,\%\times 600=1800}

Durch die Abwertung des erfolgreichsten Spiels hat sich die Punktzahl des Teams also um 70 Punkte erhöht.

#### Benachteiligung von Gastgeberländern
Wenn der Gastgeber eines großen Turniers in den Jahren vor dem Turnier keine Qualifikationsspiele austragen muss, da er direkt qualifiziert ist, konnte dies mit der vor 2018 gültigen Berechnungsmethode dazu führen, dass er in der Weltrangliste auch ohne eigenes Zutun abstürzt. So fiel Deutschland als Gastgeber der WM 2006 in der Zeit nach der EM 2004 um zehn Plätze vom 12. auf den 22. Platz zurück. Noch schlimmer erging es – nach Änderung des Berechnungssystems – Österreich (von Platz 60 auf 101) und der Schweiz (von 13 auf 48) vor der EM 2008. Der Grund hierfür lag darin, dass alte Spiele nicht mehr berücksichtigt wurden, während die Gastgebermannschaften keine Möglichkeit hatten, durch Qualifikationsspiele Punkte zu sammeln. Dies wurde mit der neuen Berechnungsmethode dahingehend entschärft, dass kein automatischer Punktverlust mehr eintritt. Allerdings haben Freundschaftsspiele von Gastgeberländern eine niedrigere Wertigkeit (bei gleicher Stärke des Gegners) als Qualifikationsspiele.

#### Unterschiedlicher Einfluss von Kontinentalwettbewerben (bis 2018)
Resultate bei Endrunden von Kontinentalwettbewerben fließen mit hoher Wertung ein. Da Kontinentalwettbewerbe aber mit unterschiedlichen Abständen ausgetragen werden – die Fußball-Europameisterschaft alle vier Jahre, die Fußball-Afrikameisterschaft alle zwei Jahre – kann es nun zu folgender Situation kommen. Gelingt einer afrikanischen Nationalelf die erfolgreiche Titelverteidigung ohne Niederlagen (dies war z. B. bei Ägypten 2006, 2008 und 2010 der Fall), gehen durch den neuen Triumph mehrere Siege mit Gewichtung 1,0 in die Wertung ein. Weiter werden die nunmehr mit 0,3 gewichteten Siege der alten Meisterschaft ebenfalls gezählt. Insgesamt geht damit der Kontinentalwettbewerb mit Gesamtgewicht 1,3 in die Wertung ein, wohingegen der Europameister selbst bei erfolgreicher Titelverteidigung nur einmal gewertet wird. Gleichfalls haben erfolgreiche Mannschaften durch die potentiell höhere Anzahl an einfließenden Qualifikationsspielen mehr stark gewichtete Spiele in der Wertung.
Ein weiteres Problem ist, dass die Kontinentalwettbewerbe in unterschiedlichen Jahren stattfinden. Dadurch verbessern sich viele an einer Endrunde teilnehmenden Mannschaften in der unmittelbar nach dem Wettbewerb veröffentlichten Weltrangliste auch gegenüber Mitgliedern anderer Verbände, obwohl kein Vergleich zwischen den Verbänden stattgefunden hat.

## Rangliste der Frauen
Im Juli 2003 führte die FIFA eine Weltrangliste für die Fußballnationalmannschaften der Frauen ein, um ebenfalls einen Vergleich zu ermöglichen. Diese basiert seit Beginn auf dem Konzept der Elo-Zahl. Die folgende Tabelle gibt die 20 bestplatzierten Teams der Weltrangliste wieder. Des Weiteren werden alle deutschsprachigen Staaten, die besten jeder Konföderation (fett), alle ehemaligen Führenden der Weltrangliste (kursiv), die Nationen, die schon Weltmeister waren entsprechend der Anzahl der gewonnenen WM-Titel (*), und diejenige auf dem letzten Platz angezeigt. Bei der am 18. April 2021 veröffentlichten Liste wurden bei Mannschaften, die im Berechnungszeitraum gespielt haben, erstmals Nachkommastellen angegeben.
| Platz | Land                | Punkte  | Veränderung Plätze |
| ----- | ------------------- | ------- | ------------------ |
| 1     | Spanien*            | 2066,79 | ▲1                 |
| 2     | USA****             | 2065,06 | ▼1                 |
| 3     | Schweden            | 2025,26 | ▲3                 |
| 4     | England             | 2022,64 | ▲1                 |
| 5     | Deutschland**       | 2011,56 | ▼2                 |
| 6     | Frankreich          | 1988,68 | ▲4                 |
| 7     | Brasilien           | 1976,30 | ▼3                 |
| 8     | Japan*              | 1971,05 | ▼1                 |
| 9     | Kanada              | 1967,83 | ▼1                 |
| 10    | Nordkorea           | 1944,22 | ▼1                 |
| 11    | Niederlande         | 1899,18 | =                  |
| 12    | Italien             | 1884,32 | ▲1                 |
| 13    | Norwegen*           | 1861,98 | ▲3                 |
| 14    | Dänemark            | 1848,31 | ▼2                 |
| 15    | Australien          | 1835,34 | =                  |
| 16    | Volksrepublik China | 1807,34 | ▲1                 |
| 17    | Island              | 1804,32 | ▼3                 |
| 18    | Kolumbien           | 1796,71 | =                  |
| 19    | Österreich          | 1794,41 | =                  |
| 20    | Belgien             | 1788,87 | =                  |
| …     |                     |         |                    |
| 24    | Schweiz             | 1728,14 | ▼1                 |
| …     |                     |         |                    |
| 33    | Neuseeland          | 1656,46 | =                  |
| …     |                     |         |                    |
| 36    | Nigeria             | 1630,83 | =                  |
| …     |                     |         |                    |
| 110   | Luxemburg           | 1173,93 | ▲1                 |
| …     |                     |         |                    |
| 189   | Liechtenstein       | 727,20  | =                  |
| …     |                     |         |                    |
| 196   | Mauritius           | 0391,92 | =                  |

| Platz | Land        | Zeit an Position 1 |
| ----- | ----------- | ------------------ |
| 1     | USA         | 6071 Tage          |
| 2     | Deutschland | 1701 Tage          |
| 3     | Spanien     | 0245 Tage          |
| 4     | Schweden    | 0112 Tage          |

| Platz | Kontinentalverband | Zeit an Position 1 |
| ----- | ------------------ | ------------------ |
| 1     | CONCACAF           | 6071 Tage          |
| 2     | UEFA               | 2058 Tage          |

| Legende                            |
| ---------------------------------- |
| CONMEBOL (Südamerika)              |
| UEFA (Europa)                      |
| CONCACAF (Nord- und Mittelamerika) |
| CAF (Afrika)                       |
| AFC (Asien und Australien)         |
| OFC (Ozeanien)                     |

### Berechnung
Im Ranking werden alle Frauenländerspiele seit dem 17. April 1971 berücksichtigt, als das erste von der FIFA anerkannte internationale Spiel der Frauen zwischen Frankreich und den Niederlanden ausgetragen wurde. Dabei wird aus den Werten der beiden Mannschaften vor dem Spiel ein erwartetes Ergebnis errechnet und dann mit dem tatsächlichen Ergebnis verglichen. Erreicht eine Mannschaft ein besseres Ergebnis als erwartet, so gewinnt sie Punkte von der anderen Mannschaft; schneidet eine Mannschaft hingegen schlechter ab als erwartet, verliert sie Punkte an die andere Mannschaft.
Die Punktzahl für ein Team errechnet sich nach folgender Formel:
RAFT = RBEF + K × (MACT - MEXP)
Hierbei ist:
- R_ Werte im Ranking, nämlich
  - RAFT der eigene Wert im Ranking nach dem Spiel (englisch Rating AFTer the match).
  - RBEF der eigene Wert im Ranking vor dem Spiel (englisch Rating BEFore the match).
  - ROPP der gegnerische Wert im Ranking vor dem Spiel (englisch Rating before the match (OPPonent)).
- K der Wert eines Spiels, dieser gibt die maximale Punktzahl an, welche in diesem Spiel zwischen den beiden Mannschaften transferiert werden kann.
  - K = 15 × I
- I die Wichtigkeit des Spiels (englisch Importance of the match). I beträgt:
  - 4 für Spiele einer Weltmeisterschaftsendrunde (Gruppenspiele und K.-o.-Runde) und Spiele bei den Olympischen Spielen.
  - 3 für Qualifikationsspiele für die Weltmeisterschaft und die Olympischen Spiele sowie für Spiele kontinentaler Endrunden (z. B. UEFA-Europameisterschaft).
  - 2 für Qualifikationsspiele für Kontinentalmeisterschaften und für Freundschaftsspiele zwischen Top-10-Mannschaften.
  - 1 für Freundschaftsspiele [in denen nicht beide Mannschaften in der Top 10 der FIFA-Weltrangliste der Frauen sind].

| Tordifferenz  | 0               | 1               | 2               | 3               | 4               | 5               | 6 oder mehr     |
| Erzielte Tore | MACT in Prozent | MACT in Prozent | MACT in Prozent | MACT in Prozent | MACT in Prozent | MACT in Prozent | MACT in Prozent |
| ------------- | --------------- | --------------- | --------------- | --------------- | --------------- | --------------- | --------------- |
| 0             | 47              | 15              | 8               | 4               | 3               | 2               | 1               |
| 1             | 50              | 16              | 8,9             | 4,8             | 3,7             | 2,6             | 1,5             |
| 2             | 51              | 17              | 9,8             | 5,6             | 4,4             | 3,2             | 2               |
| 3             | 52              | 18              | 10,7            | 6,4             | 5,1             | 3,8             | 2,5             |
| 4             | 52,5            | 19              | 11,6            | 7,2             | 5,8             | 4,4             | 3               |
| 5             | 53              | 20              | 12,5            | 8               | 6,5             | 5               | 3,5             |

- MACT das (tatsächliche) Spielergebnis (englisch ACTual result of the Match) als Wert zwischen 0 und 1. MACT hängt dabei nicht nur davon ab, wer das Spiel gewinnt, sondern auch von den erzielten Toren.
  - Der Wert MACT für eine Niederlage bzw. ein Unentschieden ist nebenstehender Tabelle zu entnehmen.
  - Der Wert MACT für einen Sieg ergibt sich als die zu 100 Prozent verbleibende Differenz des Wertes des Verlierers. Eine 5:8-Niederlage (in der Tabelle kursiv markiert) würde also den Wert MACT = 0,08 für den Verlierer und den Wert MACT = 0,92 für den Sieger liefern.
  - In der Regel entspricht der Punktgewinn der einen Mannschaft also genau dem Punktverlust der anderen. Eine Ausnahme hiervon bilden Unentschieden, da sich z. B. bei einem 0:0 – bei dem beide Mannschaften den Wert MACT = 0,47 erhalten – die Werte nicht auf 100 Prozent addieren, sondern nur auf 94 Prozent.
- MEXP das erwartete Spielergebnis (englisch EXPected result of the Match) als Wert zwischen 0 und 1.
  - MEXP = {\displaystyle {\frac {1}{1+10^{\textbf {x}}}}}
  - x der Unterschied zwischen den Rating-Werten der beiden Mannschaften (gegebenenfalls korrigiert durch den Heimbonus H).
    - x = {\displaystyle \left({\frac {{\text{R}}_{\text{OPP}}-{\text{R}}_{\text{BEF}}+H}{400}}\right)}

  - H der Heim-Bonus. Das Rating der Heimmannschaft wird für die Berechnung des erwarteten Ergebnisses um 100 Punkte erhöht:
    - 100 für ein Auswärtsspiel
    - 0 für ein Spiel ohne Heimmannschaft
    - −100 für ein Heimspiel

1. ↑  Die Bezeichnungen der verschiedenen Eigenschaften wechseln innerhalb der offiziellen Beschreibung durch die FIFA mehrfach (z. B. „SACT“, „A“, „ACTUAL“ und sogar der false friend „AKTUELL“ in der deutschen Version für „MACT“); in diesem Artikel werden daher zur Vergleichbarkeit durchgängig die Bezeichnungen gewählt, die nah an den bei den Männern für entsprechende Eigenschaften gewählten Bezeichnungen liegen.

### Beispiel
Ein fiktives Beispiel, in dem der deutliche Favorit A-Land im WM-Viertelfinale auf die Mannschaft aus B-Land trifft und verliert:
| Status des Spiels                  | WM-Viertelfinale                | WM-Viertelfinale               |
| Mannschaften                       | B-Land                          | A-Land                         |
| Ergebnis                           | 4                               | 2                              |
| RBEF/ROPP (Rating vor dem Spiel)   | 1747                            | 2123                           |
| x (Rating-Differenz)               | 0,94                            | −0,94                          |
| MEXP (erwartetes Spielergebnis)    | 10,30 %                         | 89,70 %                        |
| MACT (tatsächliches Spielergebnis) | 90,20 %                         | 9,80 %                         |
| I (Wichtigkeit des Spiels)         | 4                               | 4                              |
| K (Wert des Spiels)                | 60                              | 60                             |
| RAFT (Rating nach dem Spiel)       | 1747 + 60 × (90,20 % − 10,30 %) | 2123 + 60 × (9,80 % − 89,70 %) |
| RAFT (Rating nach dem Spiel)       | = 1795 (≙ +48)                  | = 2075 (≙ -48)                 |

Man beachte insbesondere, dass die Höhe des Punktgewinns von B-Land genau der des Punktverlustes von A-Land beträgt, nämlich 48 Punkte. Es reicht bei der Berechnung also, die Änderung für eine Mannschaft zu berechnen – und sie dann auf die andere zu übertragen. Lediglich bei Unentschieden ist diese Vereinfachung nicht möglich, da hier zusätzliche Punkte vergeben bzw. abgezogen werden (siehe oben).

### Rekorde
- Der höchste bisher erreichte Wert betrug 2234 Punkte. Die deutsche Frauennationalmannschaft erreichte diesen Wert am 21. Dezember 2005.
- Die längste Zeit ununterbrochen auf Platz 1: Ab dem 21. März 2008 bis zum 19. Dezember 2014 standen die USA auf Platz 1 (2464 Tage).

### Unterschiede zur Weltrangliste der Männer
Die Berechnung unterscheidet sich deutlich von der Weltrangliste der Männer. Die wichtigsten Unterschiede sind:
- Die Weltrangliste der Frauen wird zwar wie die aktuelle Rangliste der Männer über das Konzept der Elo-Zahl berechnet, wobei allerdings bei den Frauen das genaue Spielergebnis (Tordifferenz und erzielte Tore) in die Bewertung des tatsächlichen Ergebnisses eingeht (also nicht nur die Werte 1 für Sieg und 0 für Niederlage verwendet werden). So können knappe Siege gegen deutlich schlechter platzierte Mannschaften sogar zu Punktabzügen führen, was bei den Männern nicht möglich ist.
- In der Rangliste der Frauen werden alle offiziellen Frauenländerspiele berücksichtigt (also seit 1971), in der Rangliste der Männer erfolgte eine Umstellung nach der WM 2018, wobei den Mannschaften abhängig von ihrem vorherigen Rang Punkte gegeben wurden.
- Bei den Frauen wird berücksichtigt, ob es sich um Heim- oder Auswärtsspiele handelt, die Auswirkung von Elfmeterschießen wird dagegen nicht berücksichtigt.
- Die Weltrangliste wird nur vierteljährlich veröffentlicht. Normalerweise wird die Liste im März, Juni, September und Dezember aktualisiert. In Jahren, in denen eine Weltmeisterschaft ausgetragen wird, kann sich die Veröffentlichung verschieben, wenn der eigentliche Termin während der Spielzeit der Meisterschaft liegt.
- Teams, die nicht mehr als fünf Spiele gegen offiziell gerankte Mannschaften absolviert haben, werden nur provisorisch gelistet und Teams, die seit mehr als 18 Monaten inaktiv sind, werden aus der Wertung genommen, behalten aber ihre Punkte.

## Ranglisten im Futsal
Seit dem 6. Mai 2024 veröffentlicht die FIFA offizielle Ranglisten für Futsal-A-Nationalmannschaften der Männer und Frauen. Grundlage bildet ein modifiziertes Elo-System, das rund 4.600 Länderspiele einbezieht und erstmals auch für Setzungen zur WM-Auslosung genutzt wird. Beide Ranglisten werden regelmäßig nach bedeutenden Wettbewerben aktualisiert und enthalten genaue Punkte inklusive Nachkommastellen.

### Aktuelle Ranglisten
| Platz | Land        | Punkte  | Veränderung Plätze |
| ----- | ----------- | ------- | ------------------ |
| 1     | Brasilien   | 1655,54 | =                  |
| 2     | Portugal    | 1549,51 | =                  |
| 3     | Spanien     | 1530,82 | ▲1                 |
| 4     | Argentinien | 1518,65 | =                  |
| …     |             |         |                    |
| 54    | Deutschland | 1026,91 | =                  |
| …     |             |         |                    |
| 101   | Österreich  | 922,25  | ▼10                |
| …     |             |         |                    |
| 126   | Schweiz     | 845,09  | ▼7                 |
| 133   | Namibia     | 715,55  | =                  |

| Platz | Land        | Punkte  | Veränderung Plätze |
| ----- | ----------- | ------- | ------------------ |
| 1     | Brasilien   | 1417,65 | =                  |
| 2     | Spanien     | 1338,84 | =                  |
| 2     | Portugal    | 1283,81 | =                  |
| 4     | Argentinien | 1211,76 | =                  |
| …     |             |         |                    |
| 79    | Indien      | 731,51  | =                  |

| Kontinentalverbände                        |
| ------------------------------------------ |
| AFC: Asien und Australien                  |
| CAF: Afrika                                |
| CONCACAF: Nord-, Mittelamerika und Karibik |
| CONMEBOL: Südamerika                       |
| OFC: Ozeanien                              |
| UEFA: Europa                               |

## Alternative Ranglisten
Neben der FIFA-Weltrangliste gibt es weitere Listen, die sich mit der Einordnung der Spielstärke von Nationalmannschaften beschäftigen. Die älteste Liste dieser Art ist die Xocca-Weltrangliste, die bereits seit 1981 veröffentlicht und bis Mai 2007 monatlich aktualisiert wurde. Eine andere Liste orientiert sich an der Elo-Zahl (siehe World Football Elo Ratings bzw. Weblink). Der Soccer Power Index (SPI) von ESPN basiert auf weiteren Variablen, wie z. B. individueller Spielstärke.
Eine alternative Interpretation der Statistiken liefern die Unofficial Football World Championships und der sogenannte Nasazzi-Stab. In diesen fiktiven Wettbewerben wird (ähnlich wie beim Boxen) bestimmt, dass der amtierende Weltmeister den Titel bei einer Niederlage an den Sieger der Partie verliert.